# Pharmaziemuseum der Universität Basel

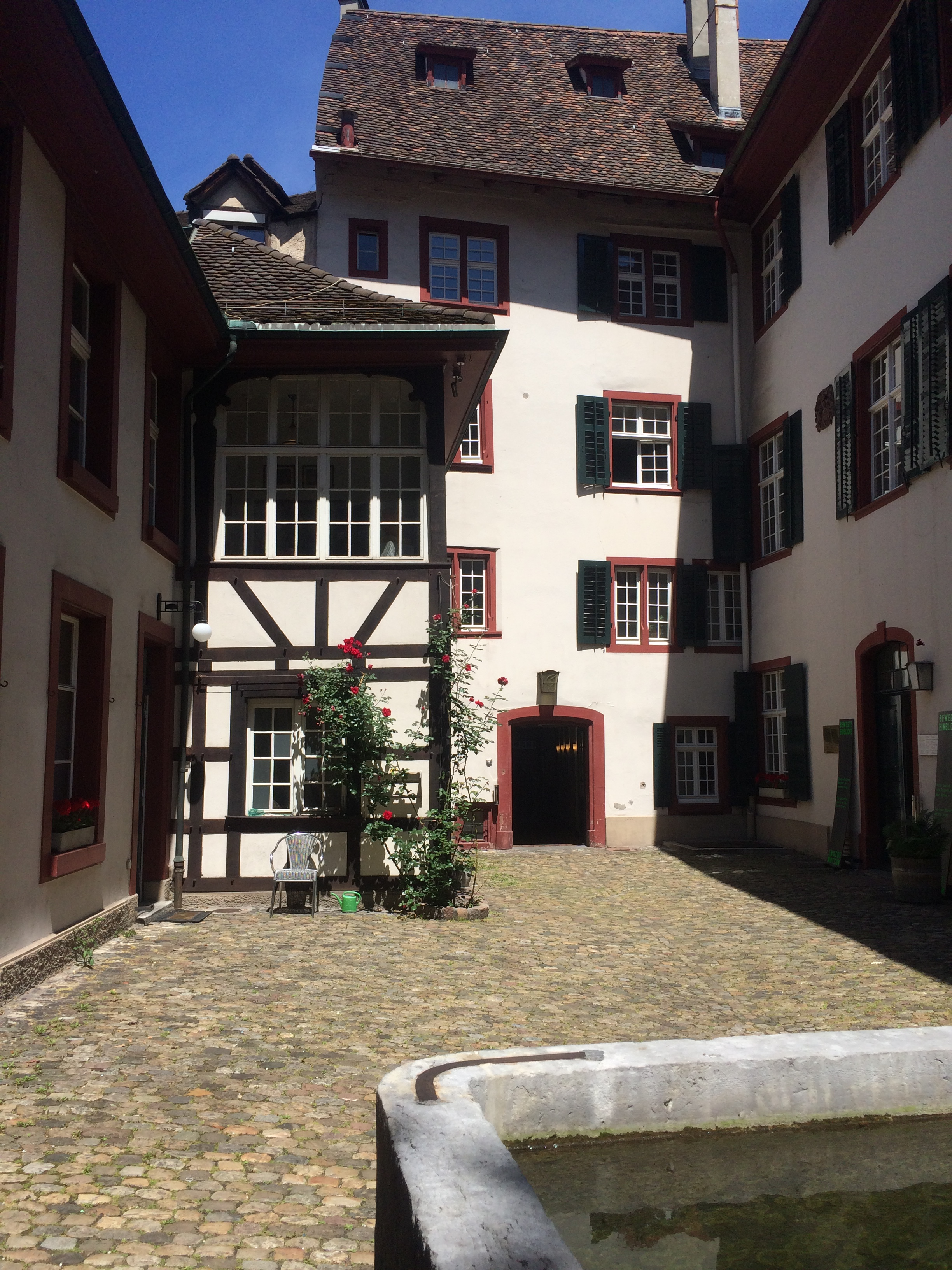
Blick in den Innenhof. Rechts im Bild das Haus «Zum Sessel»

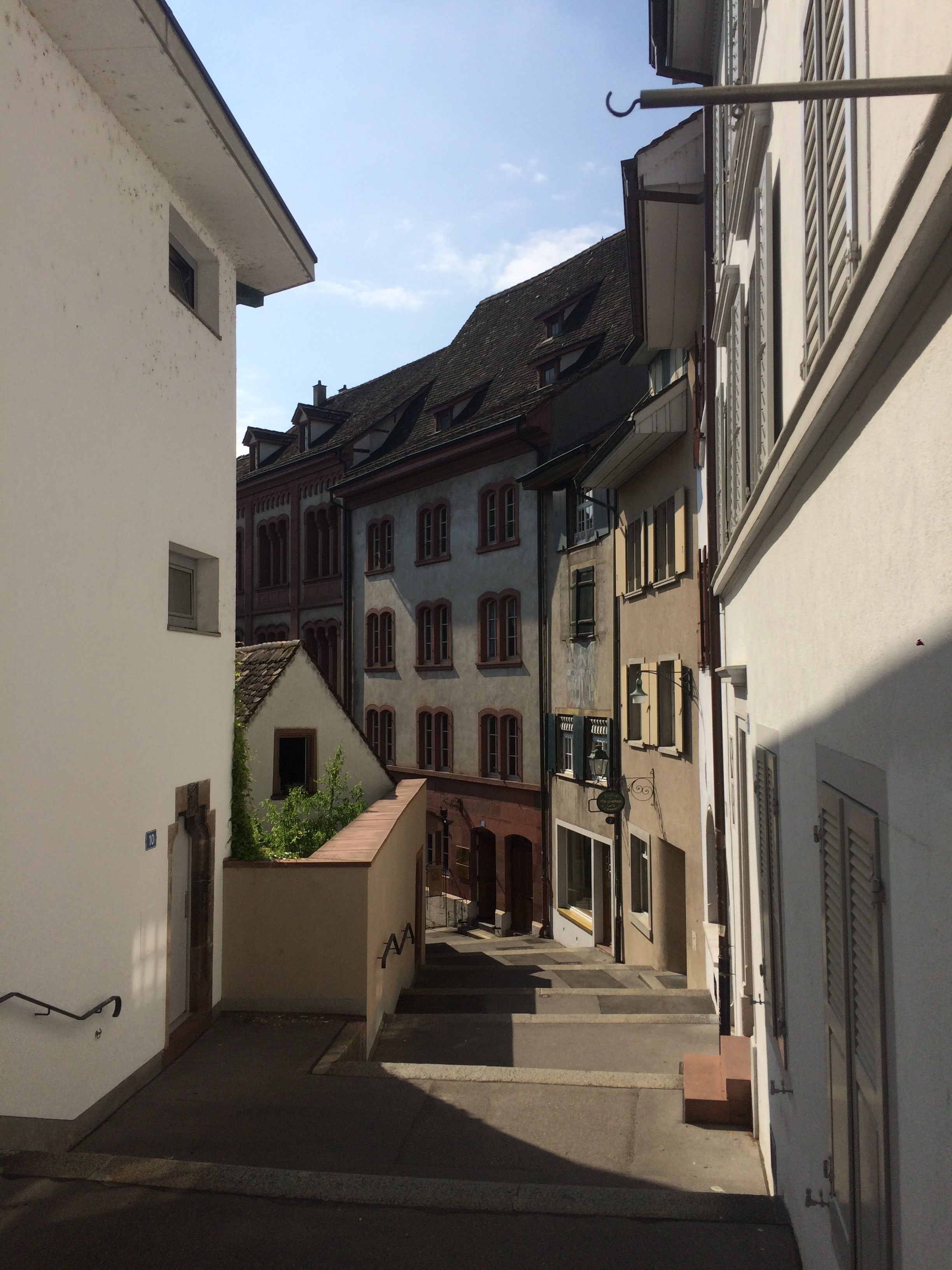
Blick ins Totengässlein; in der Bildmitte das Haus «Zum Sessel» mit dem Eingang zum Pharmaziemuseum

Das Pharmaziemuseum der Universität Basel (zuvor Pharmazie-Historisches Museum der Universität Basel, ursprünglich Sammlung für das historische Apothekenwesen) zeigt in seiner Dauerausstellung die Geschichte der Heilmittel und ihrer Herstellung. Als universitäre Studien- und Belegsammlung wurde das Museum 1924 gegründet von Josef Anton Häfliger (1873–1954). Es ist in seiner ursprünglichen Form als wissenschaftliches Kabinett bis heute erhalten.
Das Museum beherbergt eine der weltweit grössten und bedeutendsten Sammlungen pharmaziehistorischer Objekte und ist das einzige Museum seiner Art in der Schweiz. Man findet dort Apothekerkeramik, ganze Apothekenmobiliare, ein Alchemisten-Laboratorium, Mörser, Reiseapotheken, Bücher, Medikamente aus früheren Tagen und alles, was mit der Herstellung von Medikamenten zu tun hatte.

## Geschichte
Mitten in der Basler Altstadt, zwischen Marktplatz und Peterskirche, steht das Haus «Zum Vorderen Sessel». Als Badstube «Unter Krämern» bereits 1316 erstmals erwähnt, wurde das Haus zu einem Ort wechselvoller Geschichte. Ab 1480 wohnte hier der Buchdrucker Johannes Amerbach, der Stammvater der berühmten Gelehrtenfamilie. 1507 wurde das Haus durch Johannes Frobenius übernommen, dem wohl berühmtesten Buchdrucker seiner Zeit. Erasmus von Rotterdam fand bei ihm von 1514 bis 1516 seine Wohn- und Arbeitsstätte.
Zu den Druckern gesellten sich berühmte Illustratoren wie Hans Holbein der Jüngere und dessen Bruder Ambrosius, sowie der Formenschneider Urs Graf. 1526 und 1527 wirkte hier der frisch zugereiste Hausarzt Frobens, der noch heute weithin berühmte Arzt Theophrastus von Hohenheim, der sich Paracelsus nannte.
Seit 1925 befindet sich im Haus «Zum Sessel» das Pharmaziemuseum der Universität Basel. Es hat zum Ziel, die Geschichte der Pharmazie in ihren wissenschaftlichen, kunstgeschichtlichen und volkskundlichen Aspekten zur Geltung zu bringen.

## Gründer und Konservatoren
- 1924: Josef Anton Häfliger (Gründer)
- 1942–1972: Alfons Lutz
- 1972–1979: Lydia Mez-Mangold
- 1979–1986: Laurentia Leon
- 1986–2018: Michael Kessler
- seit Januar 2020: Philippe Wanner (2018–2020 Konservator a. i.)

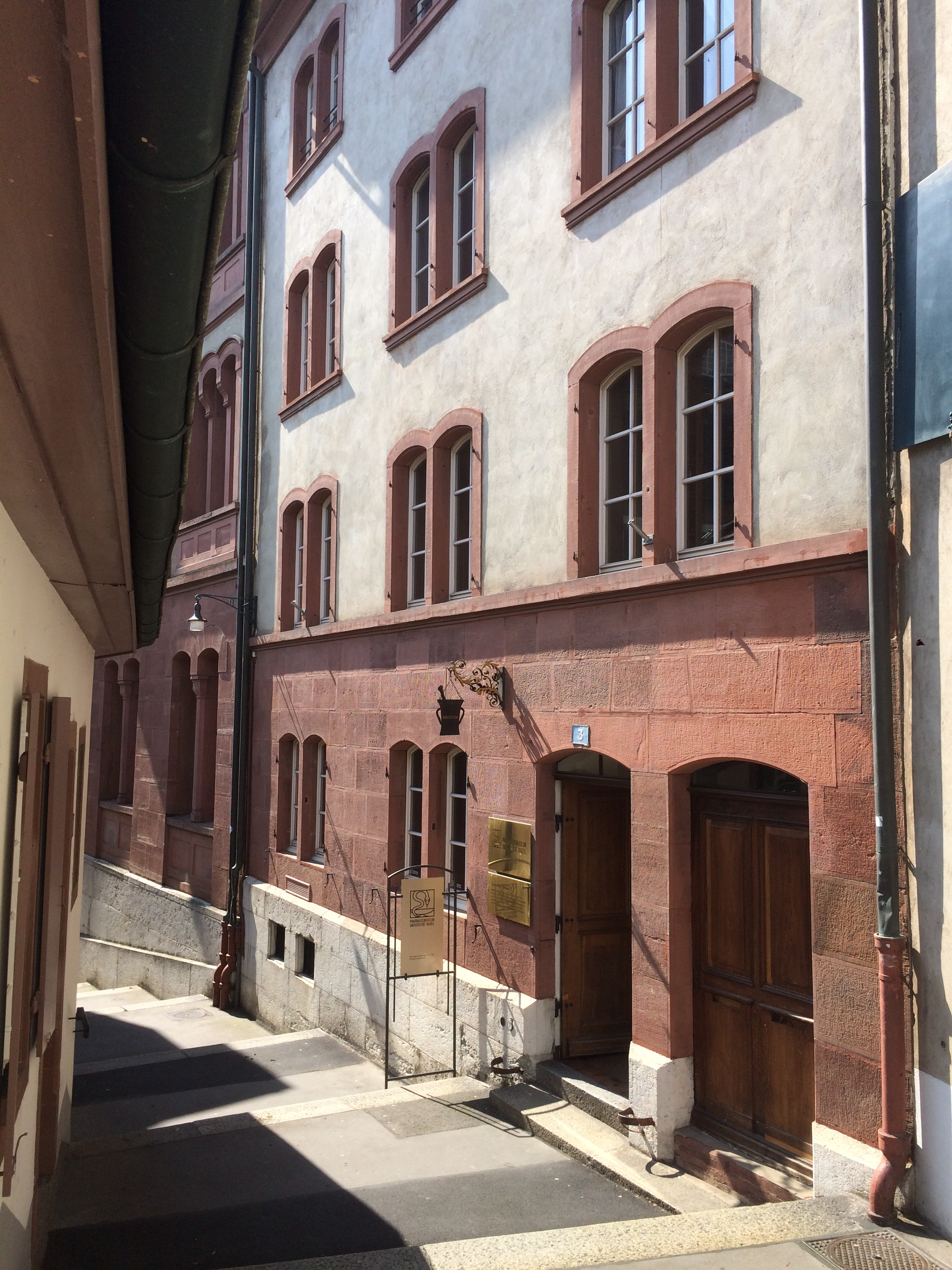
Eingang zum Pharmaziemuseum am Totengässlein

## Sammlung
Das Pharmaziemuseum stammt aus einer Zeit, als Sammlungen materieller Objekte noch einen zentralen Bestandteil der wissenschaftlichen Lehre und Forschung bildeten. Seinen Ursprung hat es in der Privatsammlung des Apothekers und Lektors für praktische Pharmazie und Pharmaziegeschichte, Josef Anton Häfliger. Er übergab 1924 seine Sammlung von alten Apothekergefässen, obsoleten Medikamenten, Rezepten, Holzschnitten, Bildern und Büchern der Universität. Der Direktor der 1917 gegründeten pharmazeutischen Anstalt, Heinrich Zörnig, stellte dafür mehrere Räume zur Verfügung. Mit der Einrichtung der Sammlung in der pharmazeutischen Anstalt konnte Häfliger die Studenten über die historischen Entwicklungen an die praktische Pharmazie heranführen. Die Objekte dienten als Lehrmittel zur Vermittlung von Pharmaziegeschichte und zu den Techniken der Arzneimittelherstellung. Die Sammlung entstand in direkter Verbindung mit den historischen Entwicklungen in der pharmazeutischen Praxis. Denn in der ersten Hälfte des 20. Jahrhunderts befand sich die gesamte Pharmazie – von der Forschung über die Produktion bis zum Verkauf von Arzneimitteln – in einem tiefgreifenden Wandel.

## Ausstellung

### Heilmittel

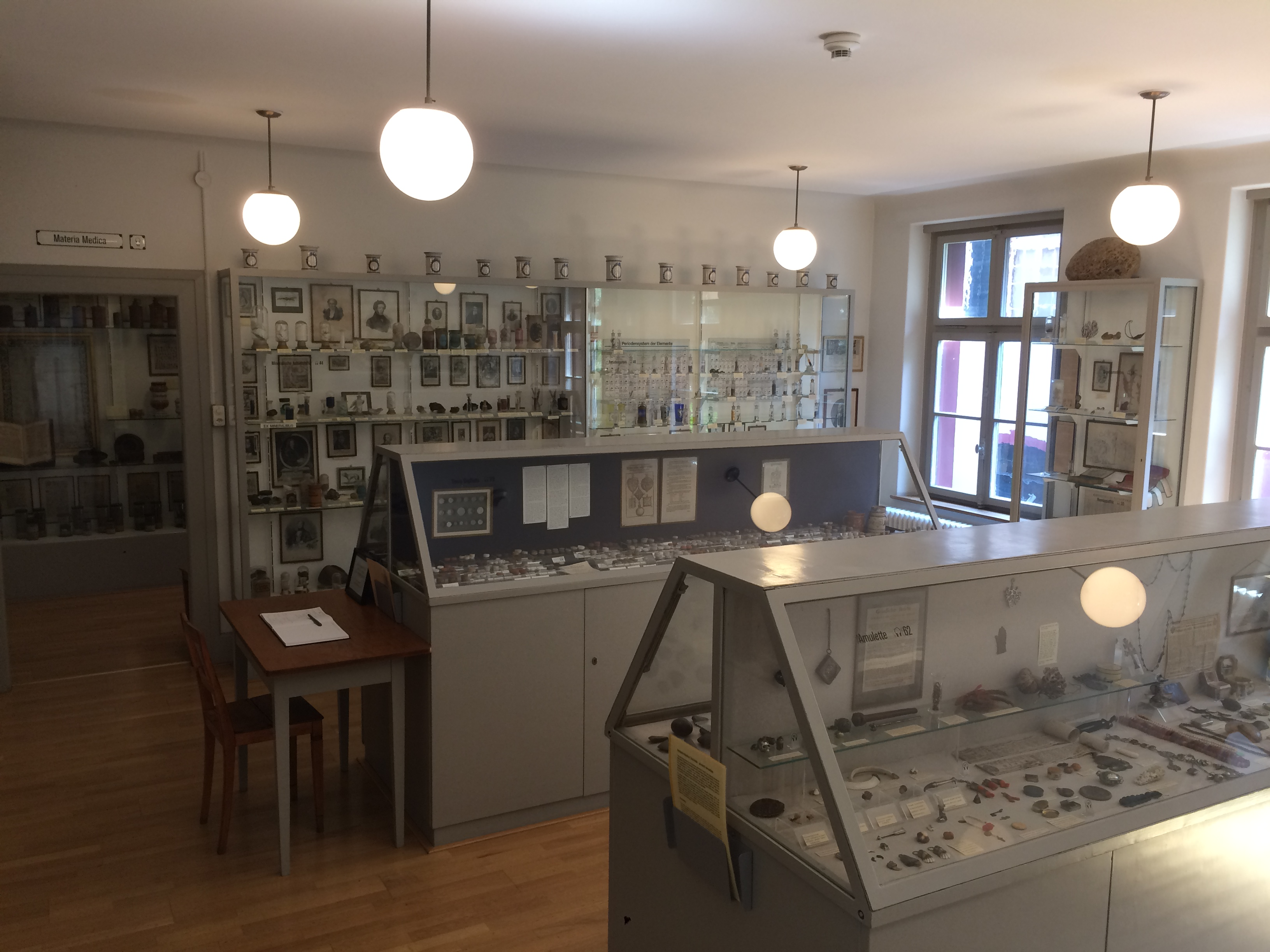
Blick in den Ausstellungsraum Materia medica obsoleta

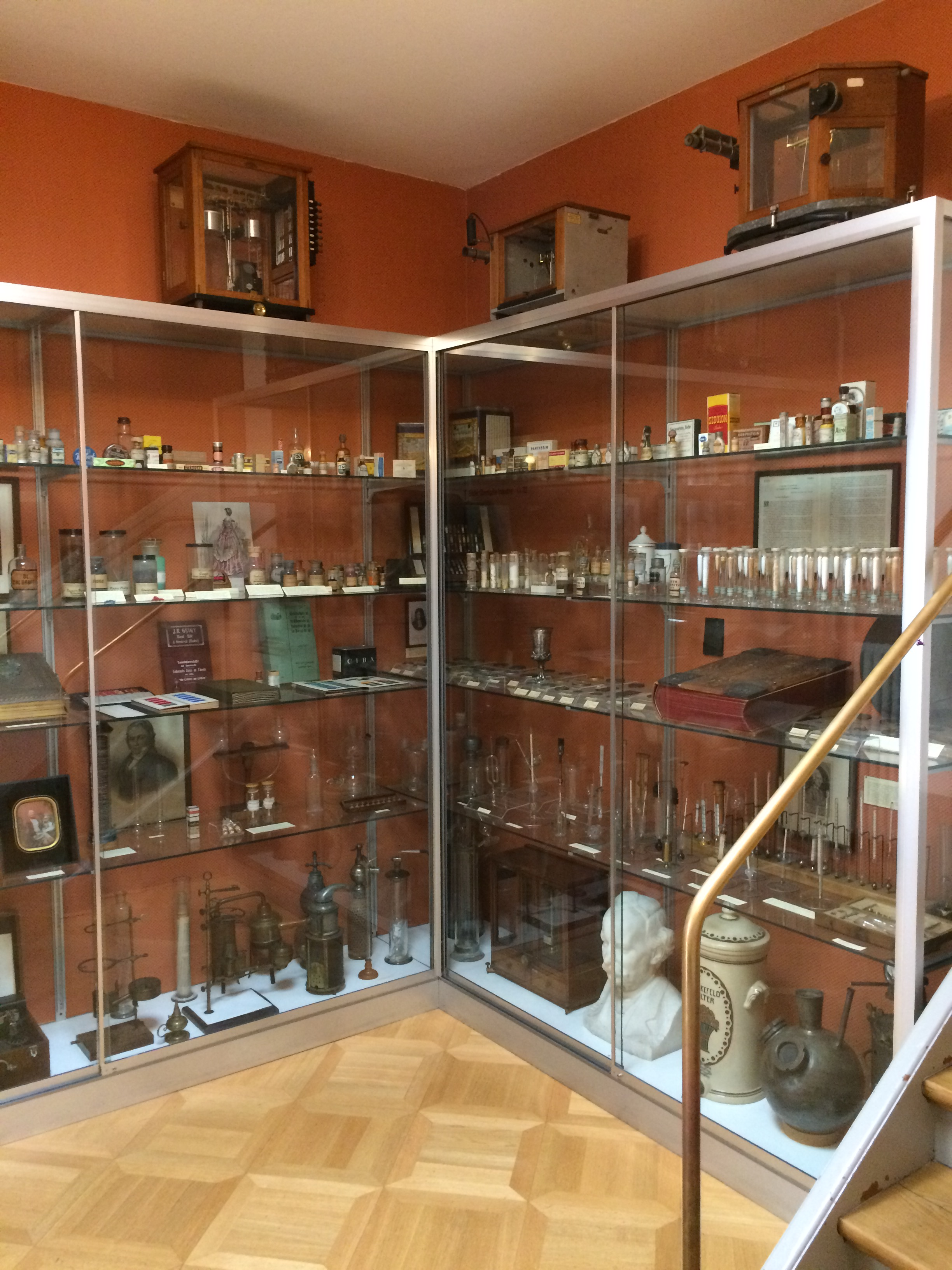
Blick in den Ausstellungsraum zur Industriegeschichte des 19. Jahrhunderts

Eine umfangreiche Sammlung früher gebrauchter Arzneistoffe aus der ganzen Welt veranschaulicht unterschiedliche Krankheitsvorstellungen und Heilkonzepte im Laufe der Zeit.

### Laboratorien
Unter den zwei historischen Laboratorien in der Ausstellung zeugt das Alchemistenlabor mit Originalen des 16. und 17. Jahrhunderts von der Suche nach dem Stein der Weisen. Im Apothekenlabor aus der Zeit um 1800 bestimmt das handwerkliche Aufbereiten von Heilpflanzen die Arbeit.

### Apotheken
Drei Apothekeneinrichtungen führen den Wandel der Zeit vor Augen: Die reich dekorierte Hofapotheke aus Innsbruck entstand um 1755. Klassisch, im Stil des Empires, stellt sich die Apotheke um 1820 dar. Den Schritt ins Industriezeitalter zeigt das Mobiliar der ehemaligen Basler Barfüsser-Apotheke aus der Zeit kurz vor 1900. Es dient heute als Museumsladen und bildet den Eingang zum Museum.

### Fayencen

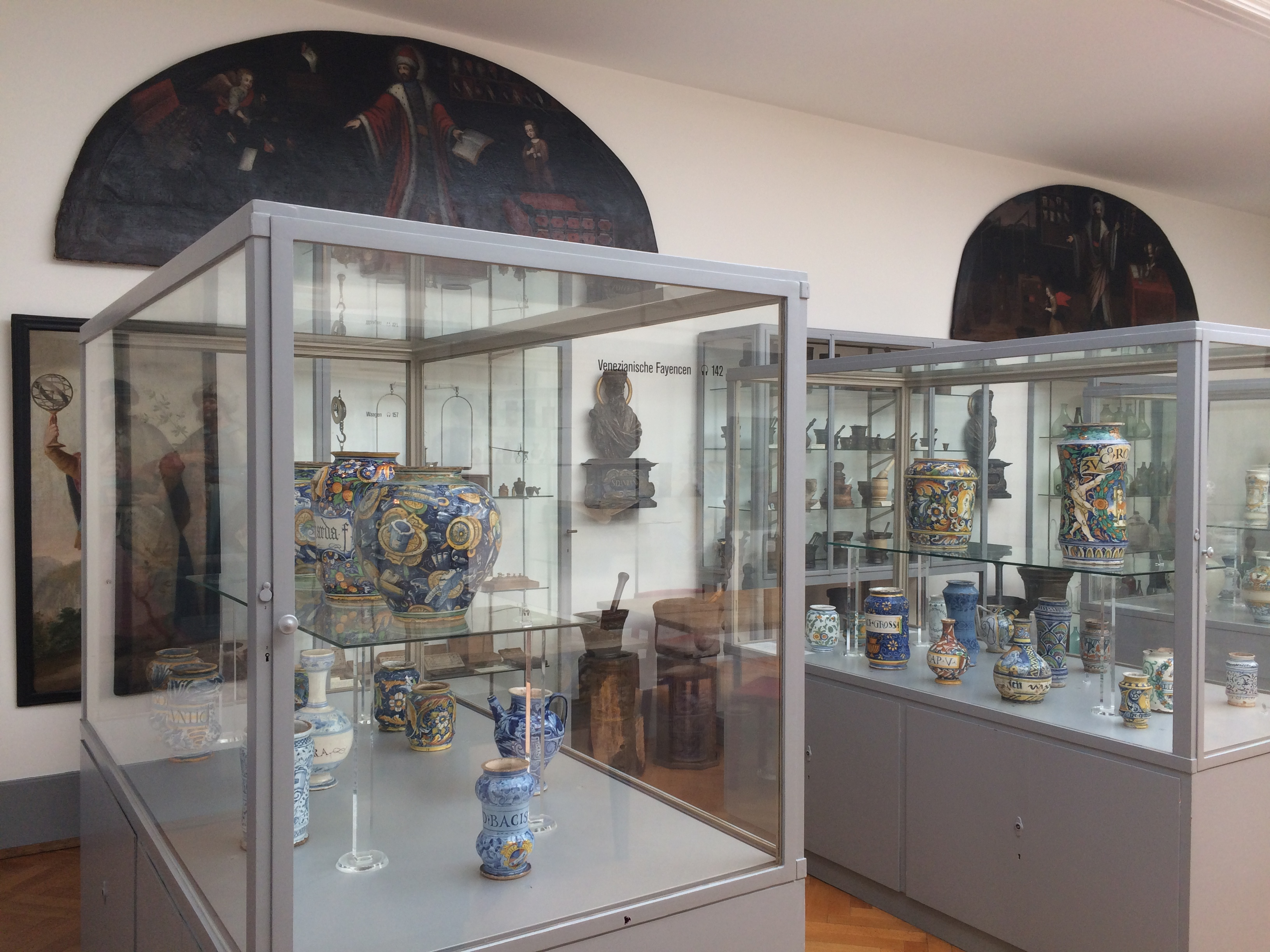
Blick in die Keramiksammlung des Museums im «Vasensaal»

Das Museum zeigt eine bedeutende Sammlung pharmazeutischer Keramik. Die Fayencen dienten seit dem 15. Jahrhundert zur Aufbewahrung von Rohstoffen und Arzneien in den Apotheken. Die Sammlung des Museums umfasst Objekte aus Italien, Frankreich und der Schweiz.

## Forschung
Das Pharmaziemuseum sieht sich als eines der beiden Basler Universitätsmuseen verpflichtet, aktiv an der wissenschaftlichen Forschung und Lehre teilzunehmen. Von Mitarbeitern des Museums werden regelmässig Lehrveranstaltungen zur Pharmaziegeschichte, der Geschichte der Naturwissenschaften und der Life Sciences angeboten. Das Pharmaziemuseum fördert zudem die wissenschaftliche Erforschung der Geschichte der Pharmazie und der objekt- sowie sammlungsbezogenen Forschung.

## Bibliothek
Das Pharmaziemuseum beheimatet eine wissenschaftliche Bibliothek. Sie beherbergt Literatur und Informationen zur Pharmazie, den ihr verwandten Wissenschaften und zu ihrer Geschichte. Zudem finden sich Informationen, die nicht ursprünglich zur Archivierung gedacht waren (Arzneimittelkompendien, Werbebroschüren, Preislisten etc.). Die Bibliothek ist eine Präsenzbibliothek.

## Museumsladen

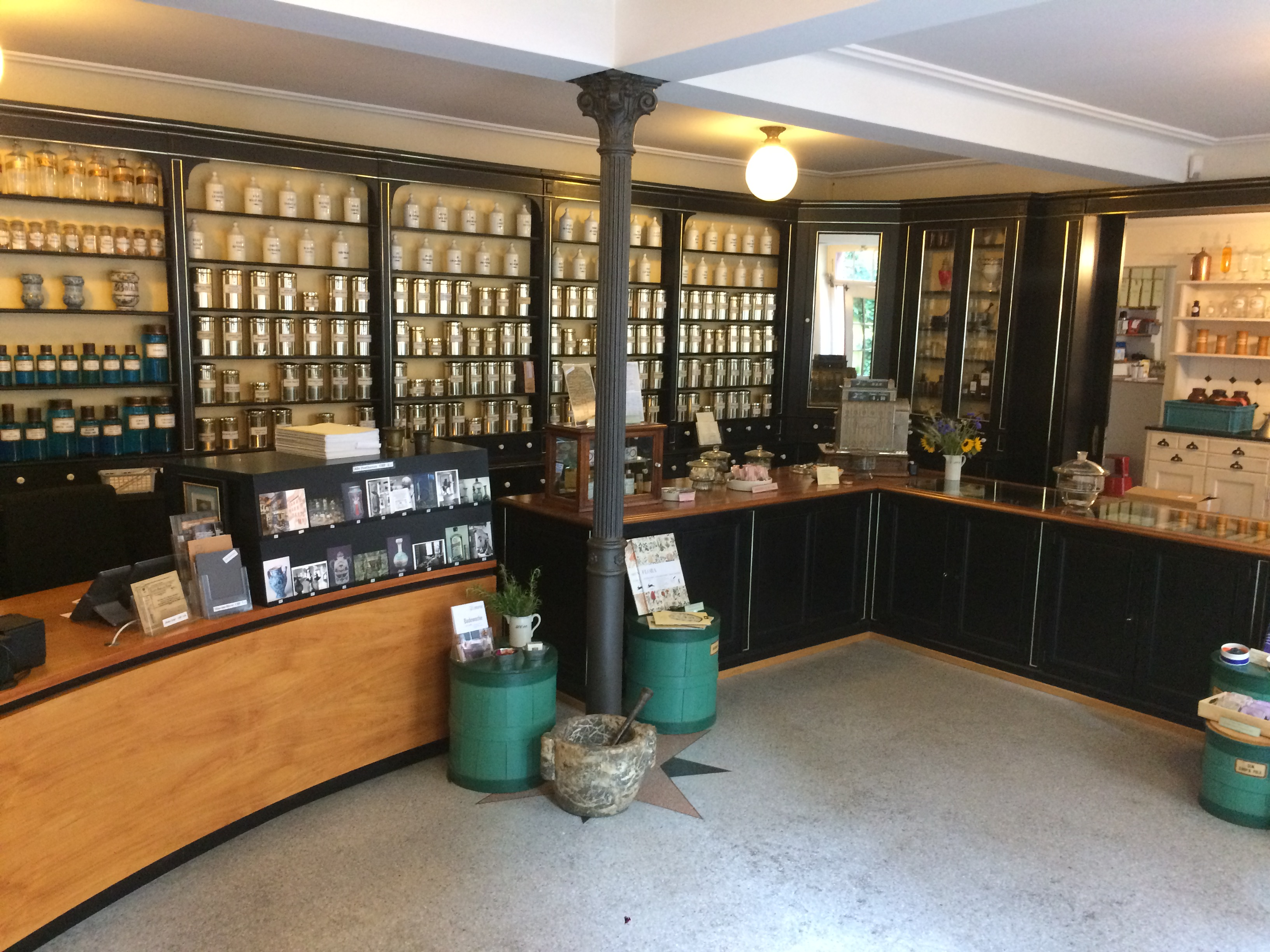
Museumsladen im Pharmaziemuseum Basel

Im historischen Mobiliar der alten Barfüsser-Apotheke befindet sich heute der Museumsladen. Im Angebot werden eigene Teekreationen, Kräuter, Süssigkeiten, Apothekergefässe, Seifen und weitere Mitbringsel sowie museumseigene Publikationen angeboten.

## Museumseigene Publikationen
- Michael Kessler: Zur Frage nach psychotropen Stoffen im Rauch von brennendem Gummiharz der Boswellia sacra. Inauguraldissertation, Basel 1989. Neu herausgegeben 2019.
- Martin Kluge: Drachen in der Medizin. Reale Arznei aus irrealen Wesen. Ausstellungskatalog. Basel 2005.
- Flavio Häner, Michael Kessler: Lust, Leid und Wissen. Eine Geschichte der Syphilis und ihrer Therapie. Ausstellungskatalog. Basel 2008.
- Martin Kluge: Mit Kräutersud und Gottvertrauen. Basel 2008.
- Jürgen Mischke:  Mumienharz und Schädelmoos. Der Mensch als Arzneimittel. Basel 2010.
- Christiane Valerius-Mahler: Kickstart. Koffein im Blut. Ausstellungskatalog. Basel 2012.
- Christiane Valerius-Mahler: Strahlung. Die zwei Gesichter der Radioaktivität. Ausstellungskatalog. Basel 2014.
- Michael Kessler et al.: Leben am Totengässlein. Das Pharmazie-Historische Museum Basel im Haus «Zum Sessel». Basel 2002 und 2015.
- Elias Bloch: Strophanthomanie. Die Geschichte der Suche nach Strophanthus X in Basel und Westafrika, 1947-1951. Basel 2023.